# 차양부채게
차양부채게(학명: Cycloxanthops truncatus)는 십각목 부채게과 차양부채게속에 속하는 해양성 갑각류의 일종이다. 한국 제주도와 일본 등지에 분포하며, 연안 지대의 바위 틈을 거처로 삼는다.